# حويرة (نبات)
الحويرة أو الطبشنقيق أو الأميان  أو الحُوَيرَاء (الاسم العلمي: Tephrosia) هي جنس من النباتات يتبع الفصيلة البقولية من رتبة الفوليات. وتسمى أنواع منها في سلطنة عُمان والإمارات العربية المتحدة الضفراء أو الظفرة.